# Samba à Mettmann
Pour plus de détails, voir Fiche technique et Distribution.
Samba à Mettmann (Samba in Mettmann) est un film allemand réalisé par Angelo Colagrossi.

## Synopsis
Olaf Kischewski est fiancé avec Vera, et doit s'occuper de la laverie familiale, alors que son père est absent. Un soir, il rencontre trois brésiliennes, Gioia, Felicidade et Alegra, et leur offre l'hospitalité…

## Fiche technique
- Photographie : Andreas Höfer
- Montage : Sabine Brose
- Musique : Karim Sebastian Elias
- Production : Hape Kerkeling, Matthias Wendlandt et Angelo Colagrossi

## Distribution
- Hape Kerkeling : Olaf Kischewski
- Alexandra Neldel : Vera Rehbein-Kischewski
- Uwe Rohde : Wolfgang Pfeffer
- Barbara M. Ahren : Ursel Rehbein
- Sky Du Mont : Bruno Kischewski
- Jana Ina Berenhauser : Gioia
- Pamela Knight : Alegra
- Beatrice Sadek : Filippo Amoroso - Felicidade Amoroso-Kischewski
- Janette Rauch : Juliane « Julchen » Wollberg
- Rolf Nagel : Opa Kischewski
- Doris Kunstmann : Madame Pfeffer-Kischewski

## Production
Angelo Colagrossi et Hape Kerkeling, les auteurs du film, ont aussi réalisé ensemble : Kein Pardon (de) en 1992, Willi und die Windzors en 1996 et Horst Schlämmer – Isch kandidiere en 2009.